# Alexander Spitzer
Alexander Spitzer (geboren 22. Oktober 1868 in Miskolc, Österreich-Ungarn; gestorben 16. Januar 1943 im Ghetto Theresienstadt) war ein ungarisch-österreichischer Neuropathologe und Anatom.

## Leben
Spitzer entstammte einer jüdischen Familie. Er legte seine Reifeprüfung am Gymnasium in Miskolc ab und studierte anschließend Medizin an den Universitäten Heidelberg und Wien, wo er 1892 promoviert wurde. Als Hospitant arbeitete er an verschiedenen medizinischen Einrichtungen der Universität Wien. 1914/15 wurde er Assistent an der 1. Anatomischen Lehrkanzel an der Universität Wien, ab 1919 war er dann Assistent am Neurologischen Institut der Universität Wien bei Otto Marburg. Hier wurde er habilitiert und erhielt 1924 eine außerordentliche Professur. 1933 wurde Spitzer altersgemäß in den Ruhestand versetzt.
Nach dem sog. „Anschluss“ Österreichs an das Deutsche Reich im März 1938 wurde Spitzer aufgrund seiner jüdischen Abstammung verfolgt und von der Universität Wien vertrieben.
1942 wurde Spitzer in das Ghetto Theresienstadt deportiert, wo er im Januar 1943 ums Leben kam.
In seiner medizinischen Arbeit befasste sich Spitzer zunächst mit neurologischen und psychiatrischen Themen, bevor er sich der (Neuro-)Anatomie zuwandte. Ein bestimmtes Bündel im Gehirn wurde nach ihm „Spitzer'sches Bündel“ benannt. Spitzers Forschungen befassten sich insbesondere mit abnormen Bündeln im Hirnstamm und mit kardialen Missbildungen.

## Veröffentlichungen (Auswahl)
- Ein Fall von Tumor am Boden der Rautengruppe. Beitrag zur Kenntnis des hinteren Längsbündels. In: Jahrbücher für Psychiatrie und Neurologie: Organ des Vereines für Psychiatrie und Neurologie. Bd. 18 (1899), S. 1–58 (Digitalisat).
- Notiz zur Physiologie des hinteren Längsbündels. In: Monatsschrift für Psychiatrie und Neurologie. Bd. 8 (1900), S. 463f. (Digitalisat).
- Ueber Migräne. G. Fischer, Jena 1901.
- mit Johann Paul Karplus: Zur Kenntnis der abnormen Bündel im menschlichen Hirnstamm. In: Arbeiten aus dem Neurologischen Institute an der Wiener Universität. Bd. 11 (1904), S. 29–54.
- Über die Kreuzung der centralen Nervenbahnen und ihre Beziehungen zur Phylogenese des Wirbeltierkörpers. Deuticke, Leipzig & Wien 1910.
- Über die Ursachen und den Mechanismus der Zweiteilung des Wirbeltierherzens. In: Archiv für Entwicklungsmechanik der Organismen. Bd. 47 (1921), S. 511–570.
- Über den Bauplan des normalen und mißgebildeten Herzens. In: Archiv für pathologische Anatomie und Physiologie und für klinische Medicin. Bd. 243 (1923), S. 81–272.
- Anatomie und Physiologie der zentralen Bahnen des Vestibularis. In: Arbeiten aus dem Neurologischen Institute an der Wiener Universität. Bd. 25 (1924), S. 432–470.
- Ueber die Funktion der Bogengänge des Ohrlabyrinths. In: Monatsschrift für Ohrenheilkunde und Laryngo-Rhinologie. Bd. 59 (1925), S. 1131–1176 (Digitalisat).
- Zur Kritik der phylogenetischen Theorie der normalen und mißbildeten Herzarchitektur. In: Zeitschrift für Anatomie und Entwicklungsgeschichte. Bd. 84 (1927), S. 30–130.
- Über Dextro version, Transposition und Inversion des Herzens und die gegenseitige Larvierung der beiden letzteren Anomalien. In: Virchows Archiv für pathologische Anatomie und Physiologie und für klinische Medizin. Bd. 271 (1929), S. 226–303.